# 内拉 (市镇)
内拉，是西班牙卡斯蒂利亚-莱昂布尔戈斯省的一个市镇。总面积69平方公里，总人口210人（2001年），人口密度3人/平方公里。